# Daniel Boone (zanger)
Daniel Boone, geboren als Peter Charles Green, ook bekend als Peter Lee Stirling, (Birmingham, 31 juli 1942 – Paignton, 27 januari 2023) is een Engelse popmuzikant die in 1972 een one-hit wonder werd in de Verenigde Staten met de single Beautiful Sunday. Het nummer is geschreven door Boone en Rod McQueen en er zijn wereldwijd meer dan 2.000.000 exemplaren van verkocht. Het piekte op nummer 15 in de Billboard Hot 100-hitlijst aan het einde van de zomer van 1972, eerder in datzelfde jaar al #21 in de Britse singlehitlijst. In 1972 ontving Boone de prijs «Most Likeable Singer» van het tijdschrift Rolling Stone.

## Carrière

### Vroege carrière als Peter Lee Stirling en/of The Bruisers
Peter Green (later Peter Lee Stirling) begon zijn carrière als gitarist en zanger bij de band The Beachcombers die optredens speelde in de omgeving van Birmingham in de periode van 1958 tot 1962. Hun lot veranderde toen ze Tommy Bruce ontmoetten, die een nummer 3 hit in 1960 met Ain't Misbehavin'. Dit, en enkele latere publicaties, werden toegeschreven aan Tommy Bruce and the Bruisers, ondanks het feit dat de instrumentale begeleiding bij EMI Records werd verzorgd door sessiemuzikanten.
The Bruisers begonnen hun opnamecarrière bij EMI bij Bruce en zijn manager Barry Mason, die later een beroemde songwriter werd. Peter Green bracht in maart 1963 een solo-opname uit van het nummer My Heart Commands Me onder de naam Lee Stirling. Mason en (de nu hernoemde) Stirling werkten vervolgens samen aan wat voor beiden hun eerste songwriting-poging was.
Blue Girl werd uitgebracht op 11 juli 1963, kwam op 8 augustus in de Britse hitlijsten terecht en bereikte uiteindelijk nummer 3. Op basis van deze hit verscheen de band in de televisieshow Thank Your Lucky Stars op 26 oktober met de vertolking van de opvolger I Could If I Wanted To. Dit was waarschijnlijk het enige tv-optreden van The Bruisers als band, hoewel Peter Lee Stirling solo verscheen in latere edities van het programma en ook bij Ready Steady Go!. I Could if I Wanted To en de daaropvolgende publicaties Your Turn To Cry en I Believe waren niet succesvol. Het eerste gebruik van de volledige naam Peter Lee Stirling was in 1964 op Sad, Lonely and Blue, maar geen van de acht platen die tussen 1964 en 1970 onder deze naam werden uitgegeven, kwam in de Britse hitparade terecht. Echter, Stirling ging verder met het schrijven/co-schrijven van I Think of You en Don't Turn Around, die beide hits waren voor The Merseybeats en co-schreef I Belong voor Kathy Kirby, die tweede werd op het Eurovisie Songfestival in 1965.
The Bruisers gingen in 1967 uit elkaar en Stirling werd samen met Bernard Mattimore mede-eigenaar van een opnamestudio in Whitechapel Road in Londen, die gespecialiseerd was in het coveren van hedendaags hitlijstmateriaal. Vervolgens trad hij toe tot de studioband Hungry Wolf voor één album en toen ze Rumpelstiltskin werden, werkte hij met hen samen voor nog eens twee albums. Hij schreef ook partituren voor de films Groupie Girl en Goodbye Gemini.

### Carrière als Daniel Boone
In 1971 trad Peter Green toe tot Larry Page's Penny Farthing Records als singer/songwriter en veranderde zijn artiestennaam van Peter Lee Stirling in Daniel Boone, naar de Amerikaanse folkheld. Zijn eerste publicatie voor het label was de ballade Daddy Don't You Walk So Fast, geschreven door Geoff Stephens en Peter Callander en het beloonde hem met zijn eerste en enige top-twintig hit in het Verenigd Koninkrijk, met een piek op nummer 17. Boone werkte vervolgens samen met Rod McQueen, een andere songwriter die voor Penny Farthing werkte, om het vervolg te produceren. Het resultaat was Mamma, dat geen enkele impact had op de hitlijsten.
De volgende plaat was Beautiful Sunday, die werd uitgebracht in maart 1972 en steeg naar nummer 21 in de Britse singlehitlijst. Het deed het iets beter in de Verenigde Staten en piekte op nummer 15 in de Billboard Hot 100. Het haalde ook de hitlijsten in Australië en Nieuw-Zeeland (gouden plaat), Argentinië, België, Frankrijk, Italië, Mexico, Zuid-Afrika, Scandinavië, Nederland en Duitsland. Boone werd vooral populair in Duitsland en bracht versies van Beautiful Sunday en het vervolg Annabelle uit in het Duits. Beautiful Sunday bekleedde van mei tot eind juni 1972 de nummer één positie in Duitsland. Met Sunshine Lover (1973) en Skydiver (1973) volgden nog drie kleinere hits in de Duitse hitlijst.
Beautiful Sunday blijft de bestverkochte single van een internationale artiest in de Japanse Oricon-hitlijst (komt op de 19e plaats op de all-time singles-verkooplijst met bijna twee miljoen verkochte exemplaren). Het nummer werd in het Braziliaans-Portugees opgenomen door de Braziliaanse zanger Angelo Maximo als Domingo Feliz en ook door de Braziliaanse popband Renato e seus Blue Caps. De versie van Angelo Maximo werd een groot succes, maar Renato E seus Blue Caps kwam niet in de hitparade, ook Daniel Boone werd nooit uitgebracht in Brazilië. Het lied werd vertaald in het Russisch en gecoverd door de Russische popgroep Чиж и Ко en werd een hit in de Russische hitlijsten in 1996.
Het is ook een populair liedje geworden onder fans van de Schotse voetbalclub Dundee United. Boone staat bekend als een levenslange fan van Dundee United en heeft verschillende keren geprobeerd te investeren in de club. Boone en McQueen schreven ook Blue Is The Colour, het voetballied voor Chelsea.
Boone zette zijn carrière als componist voort en in 1992 werkte hij samen met Larry Page om The Troggs te voorzien van twee nummers voor hun album Athens Andover (Tuned into Love en Hot Stuff).
Als componist en producent ontfermde hij zich over het kinderduo The James Boys, die met zijn song Over and Over een waarderingssucces in enkele Europese hitparaden konden scoren.

## Discografie

### Hitsingles
| Single met eventuele hitnotering(en) in de Nederlandse Top 40 | Datum van verschijnen | Datum van binnenkomst | Hoogste positie | Aantal weken | Opmerkingen |
| ------------------------------------------------------------- | --------------------- | --------------------- | --------------- | ------------ | ----------- |
| Beautiful sunday                                              | 1972                  | 10-06-1972            | 13              | 6            |             |
| Skydiver                                                      | 1973                  | 22-12-1973            | tip             |              |             |

### Overige singles
- 1963: I Could If I Wanted To (als Lee Stirling met the Bruisers)
- 1963: My Heart Commands Me (als Lee Stirling)
- 1964: Everything Will Be Alright (als Peter Lee Stirling met the Bruisers)
- 1964: Sad, Lonely and Blue (als Peter Lee Stirling met the Bruisers)
- 1966: And I'm Crying Again (als Don and Pete)
- 1966: Oh What a Fool (als Peter Lee Stirling)
- 1966: The Sweet and Tender Hold of Your Love (als Peter Lee Stirling)
- 1967: Goodbye Thimble Mill Lane (als Peter Lee Stirling)
- 1967: You Don't Live Twice (als Peter Lee Stirling)
- 1969: Big Sam (als Peter Lee Stirling)
- 1970: Goodbye Summer Girl (als Peter Lee Stirling)
- 1971: Mamma (Did You Really Think We'd Leave You All Alone)
- 1971:	Daddy Don't You Walk so Fast
- 1972:	Annabelle
- 1973: Rock and Roll Bum
- 1973: Sunshine Lady
- 1973: Sunshine Lover
- 1974: Annie the Dancer (als Dan’s Band)
- 1974: Love Spell
- 1974: Sunshine City
- 1975: I Think of You
- 1975: Running Around with the Boys Again
- 1975: Singing Backing Vocal with a Rock'n'Roll Band
- 1975:	Run Tell the People
- 1976: At the Third Stroke
- 1976: Overland Gambling Train (Daniel Boone's Boogie Band)
- 1977: Bewitched
- 1978: I'm Glad I Found I Don't Need You
- 1978: Round and Round
- 1980: Earthquake, Landslide, Hurricane (als Lee Stirling)
- 1980: I've Really Got You (met Lelly Boone)
- 1981: I'm Only Looking
- 1981: Street Fighters
- 1986: Bring It Back Celtics (als Peter Lee)

### Albums
- 1971: Daddy Don't You Walk so Fast
- 1972:	Beautiful Sunday
- 1973: Export Only
- 1973: Sunshine Lover
- 1973: With Love from Daniel Boone
- 1974: Beautiful Sunday
- 1975: Run Tell the People
- 1985: I'm Only Looking

### Compilaties
- 1976: Beautiful Sunday
- 1996: The Very Best Of
- 1999: Beautiful Sunday

- Bibsys: 4006333
- Bibliothèque nationale de France: cb14777485c (data)
- Gemeinsame Normdatei: 134333489
- International Standard Name Identifier: 0000 0001 2029 012X
- Library of Congress Control Number: n95025599
- MusicBrainz: d8f1f54d-6b46-425e-9d16-f5cf88628162
- Nationale Bibliotheek van Tsjechië: mzk2011647475
- Nationale bibliotheek van Australië: 61163483
- Nationale Bibliotheek van Israël: 987007339888505171
- Nationale Bibliotheek van Polen: a0000002803188
- SNAC: w6g83rgf
- Virtual International Authority File: 78023293
- WorldCat: E39PBJmdwwv38yX8Y4MDPRYwYP